# Heinrich-Anton Deboi
Heinrich-Anton Deboi (6 de abril de 1893 - 20 de enero de 1955) fue un general alemán en la Wehrmacht de la Alemania Nazi durante la II Guerra Mundial que ocupó varios mandos a nivel divisional. Fue condecorado con la Cruz de Caballero de la Cruz de Hierro.
Deboi se rindió al Ejército Rojo en la conclusión de la batalla de Stalingrado en 1943. Condenado como criminal de guerra en la Unión Soviética, murió en cautividad en enero de 1955.

## Condecoarciones

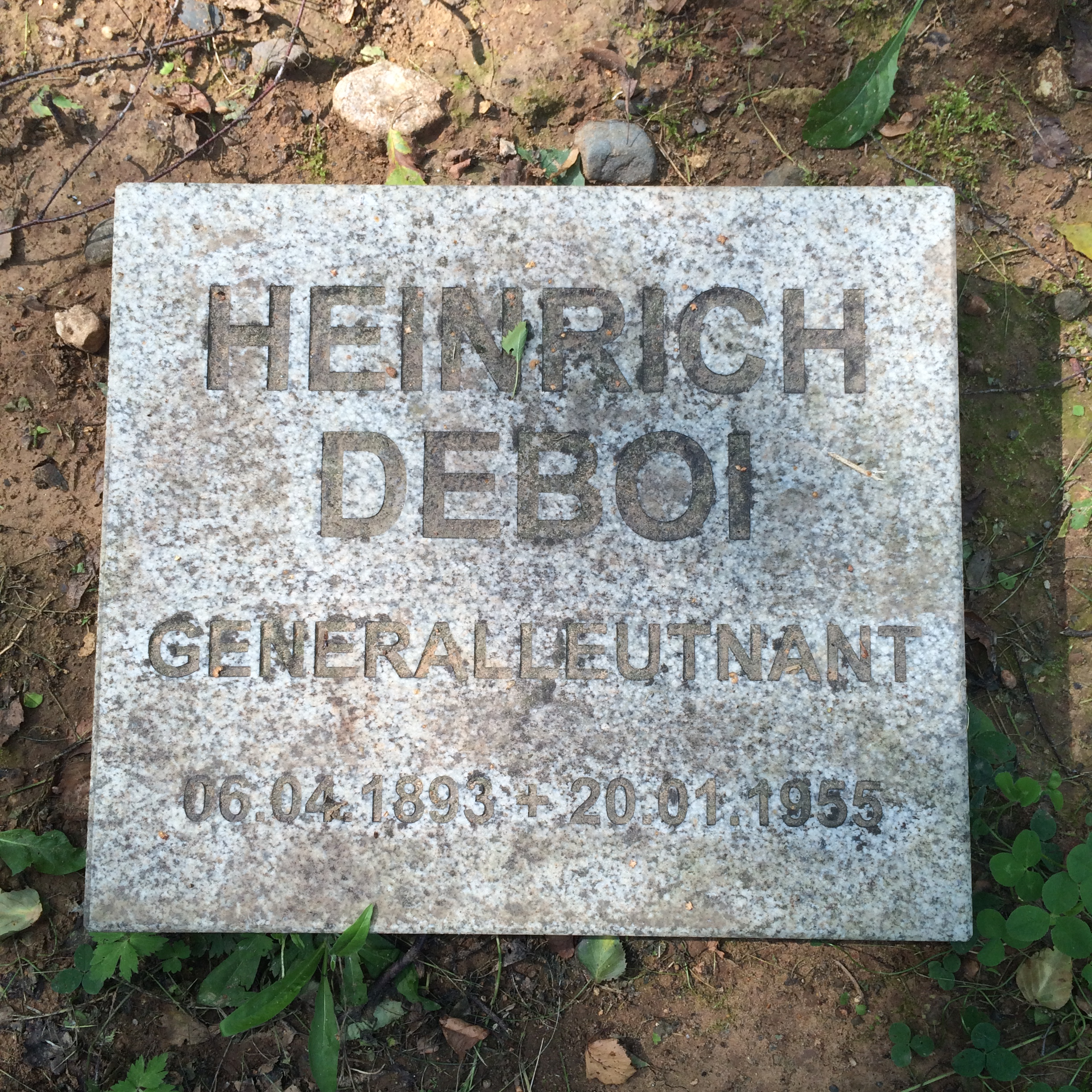

- Cruz de Caballero de la Cruz de Hierro el 10 de septiembre de 1942 como Generalmajor y comandante de la 44. Infanterie Division[1]